# Wagniskapital
Wagniskapital oder Risikokapital (englisch Venture Capital) ist eine Form des außerbörslichen Beteiligungskapitals (englisch private equity), das eine Beteiligungsgesellschaft zur Beteiligung an als besonders riskant geltenden Unternehmungen bereitstellt.
Zu den besonders riskanten Unternehmungen zählen Unternehmensideen, die noch in ihren Anfängen sind, aber hohes Wachstumspotenzial aufweisen. Als Ausgleich für das eingegangene Risiko erhalten Kapitalgeber Anteile am Unternehmen. Das Wagniskapital wird in Form von vollhaftendem Eigenkapital oder eigenkapitalähnlichen Finanzierungsinstrumenten wie Mezzanine-Kapital oder Wandelanleihen ins Unternehmen eingebracht, oftmals durch eine auf dieses Geschäftsmodell spezialisierte Wagniskapitalgesellschaft (auch Wagnisfinanzierungsgesellschaft oder Venture-Capital-Gesellschaft – abgekürzt VCG – genannt).

## Überblick
Eine Wagniskapitalbeteiligung zeichnet sich durch folgende Punkte aus:
- Die Beteiligung fließt hauptsächlich in junge, nicht börsennotierte, meist technologieorientierte Unternehmen (Unternehmensgründungen, englisch start-ups).
- Da solche Unternehmen für eine herkömmliche Fremdfinanzierung meist nicht genügend Kreditsicherheiten aufbringen können, stehen vollhaftendes Eigenkapital sowie hybride Finanzierungsformen im Vordergrund. Üblich sind in Deutschland Minderheitsbeteiligungen in Höhe von 20 bis 35 %.[2]
- Zwar werden die finanziellen Mittel prinzipiell zeitlich unbegrenzt zur Verfügung gestellt; das Ziel der Kapitalbeteiligung liegt aber nicht in Dividenden- oder Zinszahlungen, sondern im Gewinn aus dem Verkauf der Beteiligung (Exit).
- Die Beteiligung ist mit einem sehr hohen Risiko verbunden, das bis zum Totalverlust des eingesetzten Kapitals führen kann. Gleichzeitig sind aber bei einem Erfolg sehr hohe Renditen möglich.[3]
- Es wird nicht nur Kapital, sondern auch betriebswirtschaftliches Know-how zur Verfügung gestellt, um den in der Regel unerfahrenen Unternehmensgründern zu helfen, bzw. um die Beteiligung erfolgreich zu gestalten. Daher wird in diesem Zusammenhang auch von „intelligentem Kapital“ (englisch smart capital) gesprochen. Der Kapitalgeber (in diesem Fall auch Business Angel genannt) kann aktiv in die unternehmerischen Tätigkeiten eingreifen (Managementunterstützung) und mit seinem Netzwerk etwa beim Aufbau von Geschäftsbeziehungen oder der Einstellung von Personal helfen. Dies stellt einen weiteren Vorteil gegenüber der Finanzierung mit Fremdkapital dar, denn Banken stellen als Geldgeber unter Umständen zwar finanzielle Ressourcen zur Verfügung, jedoch nicht das für die Führung eines Unternehmens benötigte Wissen.
- Im Gegenzug erhält der Kapitalgeber häufig Informations-, Kontroll- und Mitspracherechte, die über die üblichen Rechte aus einer Beteiligung hinausgehen.

## Finanzierungsphasen
Noch bevor Wagniskapitalgesellschaften investieren, erhalten Unternehmensgründer Finanzmittel häufig von Freunden und Angehörigen (englisch friends & family), aus Förderprogrammen, durch Crowdfunding oder von sogenannten Founding Angels (Anschubfinanzierung bzw. englisch pre-seed stage).
Um risikoreiche Investitionen in junge Unternehmen attraktiver zu machen, werden mittlerweile nicht nur für Start-Ups und deren Gründer Förderprogramme angeboten (in Deutschland z. B. EXIST), sondern auch für Investoren, die beim Kauf von Anteilen zusätzliche Zuschüsse zum Wagniskapital erhalten. Ein solches Förderprogramm, das vom deutschen Bundesministerium für Wirtschaft und Klimaschutz über die BAFA gestellt wird, ist z. B. INVEST.
Art und Umfang der Wagniskapitalbeteiligung wird nach den Phasen im Lebenszyklus des finanzierten Unternehmens unterschieden. In jeder dieser Phasen kann es durch den anhaltenden Kapitalbedarf mehrere „Finanzierungsrunden“ geben (wobei die erste Serie A genannt wird, die zweite Serie B usw.), bei denen die Kosten pro Anteil (englisch share) üblicherweise immer weiter steigen, während das Risiko mit zunehmender Erfahrung sinkt. Im Folgenden werden solche Phasen dargestellt; allerdings gibt es keine einheitliche Festlegung dieser Phasen und auch andere Arten der Einteilung sind in Gebrauch.

### Frühphase
Die Frühphase (englisch early stage) wird nochmals in die Vorgründungsphase (englisch seed stage) und die Gründungsphase (englisch start-up stage) unterteilt.

#### Vorgründungsphase
In der Vorgründungsphase (englisch seed stage für „Saat“) gibt es vom Produkt oder der Dienstleistung zunächst erst Ideen oder unfertige Prototypen. In dieser Phase läuft die Gründungsvorbereitung und ein Geschäftsplan wird erstellt. Das bereitgestellte Wagniskapital ermöglicht in dieser Phase Tätigkeiten wie Forschung und Entwicklung und Bau eines Prototyps mit dem Ziel, für das Produkt oder die Dienstleistung die Marktreife zu erlangen.
Diese Phase ist regelmäßig durch ein sehr hohes Risiko gekennzeichnet, da kein fertiges Produkt vorliegt und der mögliche kommerzielle Erfolg in diesem Stadium nur sehr schwer schätzbar ist. Der Kapitalgeber wird dementsprechend eine, im Vergleich zu den späteren Phasen, höhere Beteiligungsquote beanspruchen, d. h. der Einkauf in das Unternehmen erfolgt zu einem niedrigen Preis bei hohem Risiko.

#### Gründungsphase
In der Gründungsphase erfolgen die Schritte von der Unternehmensgründung bis zur Markteinführung sowie von der Forschung und Entwicklung heraus hin zum Produktions- und Vertriebsaufbau. Tätigkeitsfelder in dieser Phase sind Produktionsplanung und -vorbereitung, Abwägung zwischen eigener und fremder Produktion, Aufbau des Vertriebsnetzes, Marketingaktivitäten und erste Kundenakquise. In der Pharma- oder Biotechnologiebranche beispielsweise wird in dieser Phase Kapital für Tests (z. B. klinischen Studien) benötigt. Insbesondere forschungsintensive Unternehmen (etwa in der Spitzentechnologie) befinden sich auch nach Abschluss der formellen Unternehmensgründung noch recht lange in dieser Frühphase.
Das Risiko für den Kapitalgeber ist hier etwas niedriger als in der Vorgründungsphase, da die Funktionalität mittlerweile demonstrierbar ist. Es besteht dennoch ein großes Verlustrisiko, da der kommerzielle Erfolg auch in dieser Phase schwer schätzbar ist.

### Wachstumsphase
Die Wachstums- oder Expansionsphase (englisch growth stage) schließt sich an die Gründungsphase an. Sie kann nochmals unterteilt werden in die eigentliche Wachstumsphase (auch „erste Wachstumsphase“ genannt), und die Überbrückungsphase.

#### Erste Wachstumsphase
In der ersten Wachstumsphase ist das junge Unternehmen mit dem entwickelten Produkt marktreif und erzielt Umsätze aus dem Verkauf von Produkten oder zumindest bereits ein deutliches Kundenwachstum. Zur Sicherstellung des wirtschaftlichen Erfolgs ist eine rasche Marktdurchdringung angezeigt und es wird weiteres Kapital für den Ausbau der Produktions- und Vertriebskapazitäten benötigt. Das Risiko für den Kapitalgeber ist in dieser Phase weitaus geringer als bei den vorhergehenden Phasen, so dass er sich relativ teuer einkauft.

#### Überbrückungsphase
In der Überbrückungsphase wird die Entscheidung für eine weitreichende Expansion getroffen. Merkmale dieser Phase können eine Diversifikation der Produktpalette, die Erweiterung des Vertriebssystems und die Expansion ins Ausland sein. Ein möglicher Anstoß für diese „Erhöhung der Drehzahl“ kann der Eintritt von Konkurrenten in die Marktnische sein. Das benötigte Kapital für die expansiven Pläne wird häufig über den Gang an die Börse gesucht. Hierfür benötigt das Unternehmen eine Überbrückungsfinanzierung (englisch bridge financing), bis die erwarteten Erlöse aus dem Börsengang eintreffen.

### Spätphase
In der Spätphase oder Endphase (englisch later stage) können für das Unternehmen so unterschiedliche Bedarfe wie weitere Diversifikation, weitere Expansion, aber auch Sanierung, Umstrukturierung oder auch Ersatz oder Ergänzung des Gründerteams entstehen. Entsprechend unterschiedlich sind auch die Finanzierungsformen in dieser Phase; die Investoren dieser Phase sind meist nicht die klassischen Venture-Fonds, sondern meist Private-Equity-Gesellschaften. Beispiele sind Management-Buy-out, Erschließung von Fördermitteln oder Einsatz der Erlöse aus dem Börsengang.

## Exit
Nach zwei bis sieben Jahren (je nach Strategie des Risikokapitals auch später) wird der Austritt (auch Desinvestition, englisch exit) angestrebt; das heißt, der Kapitalgeber zieht sich aus dem Unternehmen zurück. Er verkauft seine Anteile an der Börse, an andere Unternehmen, an Wagniskapitalgesellschaften oder bietet sie dem Unternehmenseigner zum Rückkauf an. Konkret sind folgende Exit-Strategien üblich:
- Börsengang (englisch initial public offering, abgekürzt IPO): Normalerweise folgt hier die Börsennotierung des Unternehmens und die Anteile werden am Markt verkauft.
- Trade Sale: Das Jungunternehmen wird von einem anderen Unternehmen, meist aus derselben Branche, übernommen.
- Secondary Sale: Der Risikokapitalgeber veräußert seine Beteiligung an einen Dritten
- Company Buy-Back: Der Unternehmer erwirbt die Anteile des Risikokapitalgebers zurück.
- Liquidation: Dies spiegelt den schlimmsten Fall wider: Das Unternehmen muss liquidiert werden, falls es sich im Markt nicht behaupten kann.

Die angestrebten, durchschnittlich zu erzielenden Renditen liegen mit 15 bis 25 % jährlich überdurchschnittlich hoch – dafür trägt der Kapitalgeber jedoch auch die erhöhten Risiken des jungen Unternehmens mit. In einer wissenschaftlichen Untersuchung von europäischen Wagniskapitalfonds konnte eine durchschnittliche Rendite (IRR) von 10 % für den Investitionszeitraum 1980 bis 2003 ermittelt werden. Werden nur die Fonds, die im Jahr 1989 und später gegründet wurden, berücksichtigt, ergeben sich Renditen in Höhe von ca. 20 % – allerdings sind diese Zahlen durch die Euphoriephase an den Wachstumsbörsen wie dem deutschen Neuen Markt (siehe Dotcom-Blase) geprägt. Bei einer Investition in einen Wagniskapitalfonds reduziert sich das Risiko bei einer durchschnittlichen Haltedauer von 7 Jahren erheblich.

## Typische Anreizprobleme
Aus ökonomischer Sicht stellt Risikokapital eine Finanzierungsform dar, die in besonderem Maße mit Anreizproblemen zwischen Risikokapitalgesellschaft und Unternehmer befrachtet ist, da die Risikokapitalgesellschaft nicht genau beobachten kann, ob der Unternehmer das zur Verfügung gestellte Geld tatsächlich zur Erhöhung des Unternehmenswertes im Sinne der Investoren einsetzt. Um diese Anreizprobleme abzuschwächen, haben Risikokapitalgesellschaften verschiedene typische Vertragsstrukturen und Kontrollrechte etabliert:
- Das Kapital wird in mehreren Tranchen zur Verfügung gestellt, wobei nur weiterfinanziert wird, sofern bestimmte Meilensteine erreicht wurden („staging“)
- Wandelanleihen werden bevorzugt eingesetzt, um den Risikokapitalgesellschaften die Möglichkeit zur Partizipation an guten Unternehmensergebnissen zu geben und dennoch bei schlechtem Verlauf weiterhin eine laufende Verzinsung und ggf. Priorität im Konkursfall zu erhalten.
- Risikokapitalgesellschaften besitzen umfangreiche Eingriffsrechte und können den Unternehmer bei schlechter Leistung sogar entlassen.

## Geschichte
Die Ursprünge des Wagniskapitals liegen in den USA. Dort begann man im größeren Stil nach dem Zweiten Weltkrieg Wagniskapitalinvestmentfirmen wie die American Research and Development Corporation (ARDC) zu gründen.

### Deutschland
In der Bundesrepublik Deutschland wurde erst drei Jahrzehnte später, im Jahre 1975, die erste Wagniskapitalgesellschaft gegründet und 1988 gab es bereits 40 Gesellschaften. 1987 wurden 1,2 Milliarden DM an Wagniskapital angesammelt und davon rund 540 Millionen DM vor allem in den Bereichen Hochtechnologie, Elektronik und Mikroelektronik investiert. Im Dezember 1987 schlossen sich 12 Wagniskapitalgesellschaften in West-Berlin zum Deutschen Venture Capital Verband (DVCA) zusammen, die über rund 600 Millionen DM verfügten und davon 120 Millionen DM investierten. Hauptgeldgeber waren die Banken und die Industrieunternehmen. Im Dezember 1989 fusionierte der DVCA mit dem am 29. Januar 1988 ebenfalls in West-Berlin gegründeten Bundesverband Deutscher Kapitalbeteiligungsgesellschaften (BVK).
Entwicklungen im VC-Markt ab 2022 beinhalten den Trend zu Investments in Umwelttechnologien und einer Abnahme von Investitionen im Bereich E-Commerce. Im Vergleich zu Vergleichsländern und der eigenen Wirtschaftsleistung liegt der VC-Markt in Deutschland zurück.

### Schweiz
Nachdem Mitte der Neunzigerjahre das Schweizer Parlament über einen allfälligen Mangel an Risikokapital in der Schweiz diskutierte, wurde 1996 eine Initiative lanciert, die Anreize für Investoren vorsah und 1997 einen Entwurf für einen auf 10 Jahre befristeten Bundesbeschluss über Risikokapitalgesellschaften unterbreitete.
Als anschliessend der Internetsektor boomte und der Risikokapitalsektor sich sehr rasch entwickelte, änderte sich Ausgangslage grundlegend.
Am 1. Mai 2000 trat das Bundesgesetz über die Risiko-kapitalgesellschaften (BRKG) in Kraft und führte die Anreize für die Investitionsstrukturen und Bestimmungen für private Investoren (Business Angels) ein.
Der erleichterte Zugang zu Risikokapital sollte die Gründung von Unternehmen fördern, indem nicht die Jungunternehmen, sondern deren Kapitalgeber berücksichtigt wurden.
Da die Jungunternehmen in den ersten Jahren ihrer Geschäftstätigkeit in der Regel mit Verlusten arbeiten, und demzufolge die Steuern für sie selten ein wesentlicher Kostenfaktor sind, sah das Gesetz Steuererleichterungen für Risikokapitalgesellschaften und Business Angels vor.
Das Gesetz hat jedoch nicht zu den gewünschten Ergebnissen geführt, da die steuerlichen Anreize insgesamt als zu gering angesehen wurden.
Die Auswirkungen auf die Renditen der Investitionen haben sich als nicht genügend herausgestellt und die Steuererleichterungen für vermögende Privatpersonen, die als Business Angels aktiv waren, bildeten sehr geringe bis keine Anreize. Auch für Neugründungen war weniger die Bereitstellung von Risikokapital das Problem, sondern vielmehr die wenig risikofreudige schweizerische Unternehmenskultur.
In den Folgejahren wurden mehrere Maßnahmen zur Verbesserung der wirtschaftspolitischen Rahmenbedingungen getroffen, wie z. B. das Gesetz über die kollektiven Kapitalanlagen oder die Unternehmenssteuerreform II, und weitere steuerliche Anreize geschaffen.